# Articerodes thailandicus
Articerodes thailandicus là một loài bọ cánh cứng được tìm thấy ở Thái Lan in 2008.